# Čarobnjak iz Oza (roman)
Čarobnjak iz Oza (engl. The Wonderful Wizard of Oz) roman je za djecu fantastičnog žanra američkog pisca, L. Franka Bauma, s ilustracijama, W. W. Denslowa. Roman je izvorno objavio izdavač, George M. Hill Company, u Chicagu, 17. svibnja 1900. godine. 
Priča prati aventure djevojčice pod imenom Dorothy Gale u Zemlji Oz, nakon što je ciklonom prenesena iz svoga doma u Kansasu. Roman je jedna od najpoznatijih priča u američkoj popularnoj kulturi, te je mnogostruko preveden i adaptiran. 
Čarobnjak iz Oza je prvi i najpoznatiji roman iz serijala o Ozu. Početni uspjeh knjige i mjuzikla na Broadwayu iz 1902. koji je sam pisac adaptirao iz originalnog romana, doveo je do Baumovog pisanja trinaest novih nastavaka serijala iz Oza. 

## Sažetak
Sirotinja Dorothy biva odnesena u zemlju Oz zbog tornada, a njezina kuća pada na Zlu vješticu s Istoka. Dorothy odlučuje zatražiti pomoć od čarobnjaka Oza kako bi se vratila u Kansas. Na svom putovanju susreće Strašilo, Limenog čovjeka i Plašljivog lava koji također žele od Velikog Oza zatražiti mozak, srce i hrabrost. 
Nakon niza poteškoća, skupina stiže u Smaragdni grad i Veliki Oz obećava da će ispuniti njihove želje kada ubiju Zlu vješticu s Zapada. Nakon što ubiju vješticu, otkrivaju da je Veliki Oz zapravo mali starac, no on ipak ispunjava želje svima.
Dorothy traži pomoć od Dobre vještice s Juga, Glinde, da se vrati kući. Glinda nalaže Dorothy da tri puta spoji pete svojih srebrnih cipela kako bi je odvele kući. Dorothy to čini nakon što se oprosti od svojih prijatelja i sretno se vraća u Kansas.

## Vanjske poveznice
- (engl.) Čarobnjak iz Oza na Projektu Gutenberg.
- (engl.) The Wonderful Wizard of Oz (audio knjiga) na Librivox projektu.
- (engl.) The Wonderful Wizard of Oz, ilustrirano izdanje iz 1900. – Charles E. Young Research Library, UCLA.
- (engl.) The Wonderful Wizard of Oz  Arhivirana inačica izvorne stranice od 9. rujna 2014. (Wayback Machine), cijeli tekst i audio knjige.
- (engl.) The Baum Bugle: A Journal of Oz  Arhivirana inačica izvorne stranice od 5. listopada 2013. (Wayback Machine), povijesne informacije o Oz serijalu.
- (engl.) Online verzija prvog izdanja knjige iz 1900., Library of Congress.